# جلوه عشق
جلوه عشق (انگلیسی: The Love Parade) فیلمی در ژانر موزیکال به کارگردانی ارنست لوبیچ است که در سال ۱۹۲۹ منتشر شد.

## بازیگران
- موریس شوالیه
- جانت مک‌دانلد
- لیلیان راث
- ویرجینیا بروس
- جین هارلو
- بن ترپین
- یوجین پلت
- لایونل بلمور
- لوپینو لین
- ئی.اچ. کالورت
- وینتر هال